# Главна контрола Краљевине Србије
Главна контрола Краљевине Србије је била особено надлештво и рачунски суд за преглед државних рачуна у Краљевини Србији.

## Састав
По Уставу за Краљевину Србију (1903) Главна контрола је имала председника и четири члана. И председника и чланове Главне контроле је бирала Народна скупштина из кандидационе листе коју је састављао Државни савет, и на којој је било предложено два пута онолико кандидата колико је било празних места. Чланови Главне контроле су имали чин судија Касационог суда, а њен председник чин државног саветника. Исте одредбе су биле и код Радикалског устава (1888).
Чланови Главне контроле су могли бити они српски грађани који су завршили правни факултет у Србији или на страни и навршили уз то 10 година државне службе; или који су били министри финансија; или који су служили као виши чиновници у финансијској струци, а имали најмање десет година указне државне службе. Али председник Главне контроле и два члана су морали бити правници. Председник и чланови Главне контроле су били непокретни у својим звањима. Они се нису могли отпустити из државне службе без пресуде редовних судова нити преместити у друга звања без свог писменог пристанка.

## Делокруг
Главна контрола је прегледала, исправљала и ликвидирала рачуне опште администрације и свих рачунополагача према државној каси. Она је мотрила да се не прекорачи ниједан издатак по буџету и да се не догоди никакво преношење сума из једне буџетске партије у другу. Главна контрола је завршавала рачуне свих државних управа и била је дужна прикупљати све доказе и сва потребна обавештења.
Општи државни рачун подносио се Народној скупштини са примедбама Главне контроле, и то најдаље за две године, рачунајући од завршетка сваке буџетске године.
Уређење и круг рада Главне контроле, као и начин постављања њеног особља, ближе су се одређивали законом. Такође, законом се одређивало у којим случајевима се могло жалити Касационом суду против одлуке Главне контроле.